# Парижский мирный договор (1856)
Парижский мирный договор (Парижский трактат) — международный договор, подписанный 18 (30) марта 1856 года на Парижском конгрессе, открывшемся 13 (25) февраля 1856 года в столице Франции. В работе конгресса участвовали Российская империя, с одной стороны, и с другой — союзники по Крымской войне: Османская империя, Франция, Британия, Австрия, Сардиния, а также Пруссия.

## Положения договора и последствия
Неудачный для Российской империи ход войны (кроме Кавказской кампании) привёл к ущемлению её прав и интересов; однако контрибуцию Российская империя не платила; территориальные потери в итоге оказались для неё минимальны (первоначально Англия требовала, среди прочего, уступки Бессарабии и уничтожения Николаева):
- Российская империя отказывалась от укрепления Бомарсунда; соглашалась на свободу судоходства по Дунаю;
- Отказывалась от протектората над Валахией, Молдавским княжеством и Сербией, уступала Молдавскому княжеству свои владения в устьях Дуная и часть Южной Бессарабии;
- По статье III возвращала занятые у Турции город и цитадель Карс вместе с «прочими частями оттоманских владений, занятых войсками Российской империи». В прочие земли входили Баязет, Ардаган, Кагызман, Олты и позиции в 5,5 км от Эрзурума.
- В обмен на это по статье IV Российская империя возвращала себе Севастополь, Балаклаву, Камыш, Керчь, Еникале, Кинбурн, «а равно и все прочие места, занятые союзными войсками».

Стороны объявляли: «Блистательная Порта признается участвующею в выгодах общего права и союза держав европейских. Их величества обязуются, каждый со своей стороны, уважать независимость и целость империи оттоманской, обеспечивают совокупным своим ручательством точное соблюдение сего обязательства и вследствие того будут почитать всякое в нарушение оного действие вопросом, касающимся общих прав и пользы.» (СТАТЬЯ VII).
Принципиальное значение для России имела статья XI о нейтрализации Чёрного моря, запрещавшая всем черноморским державам иметь на Чёрном море военные флоты. Статья XIII запрещала также царю и султану создавать на побережье военно-морские арсеналы и крепости.
К трактату прилагалась конвенция о проливах Босфор и Дарданеллы, подтверждавшая их закрытие для иностранных военных кораблей в мирное время.

Карта границ России и восточноевропейских государств, 1856 г.

Парижский мирный договор 1856 года полностью изменил международную обстановку в Европе, уничтожив европейскую систему, покоившуюся на Венских трактатах 1815 года. Парижский договор стал стержнем европейской дипломатии вплоть до франко-прусской войны 1870—1871 годов.
Россия добилась отмены запрета держать военно-морской флот в Чёрном море на Лондонской конвенции 1871 года. Вернуть бо́льшую часть утраченных территорий (кроме части дельты Дуная и острова Змеиный) Российская империя смогла в 1878 году по Берлинскому трактату, подписанному в рамках Берлинского конгресса, состоявшегося по итогам Русско-турецкой войны 1877—1878 годов.
После заключения мирного договора, в апреле 1856 года, была подписана Парижская декларация о морском праве, юридически положившая конец морскому каперству.

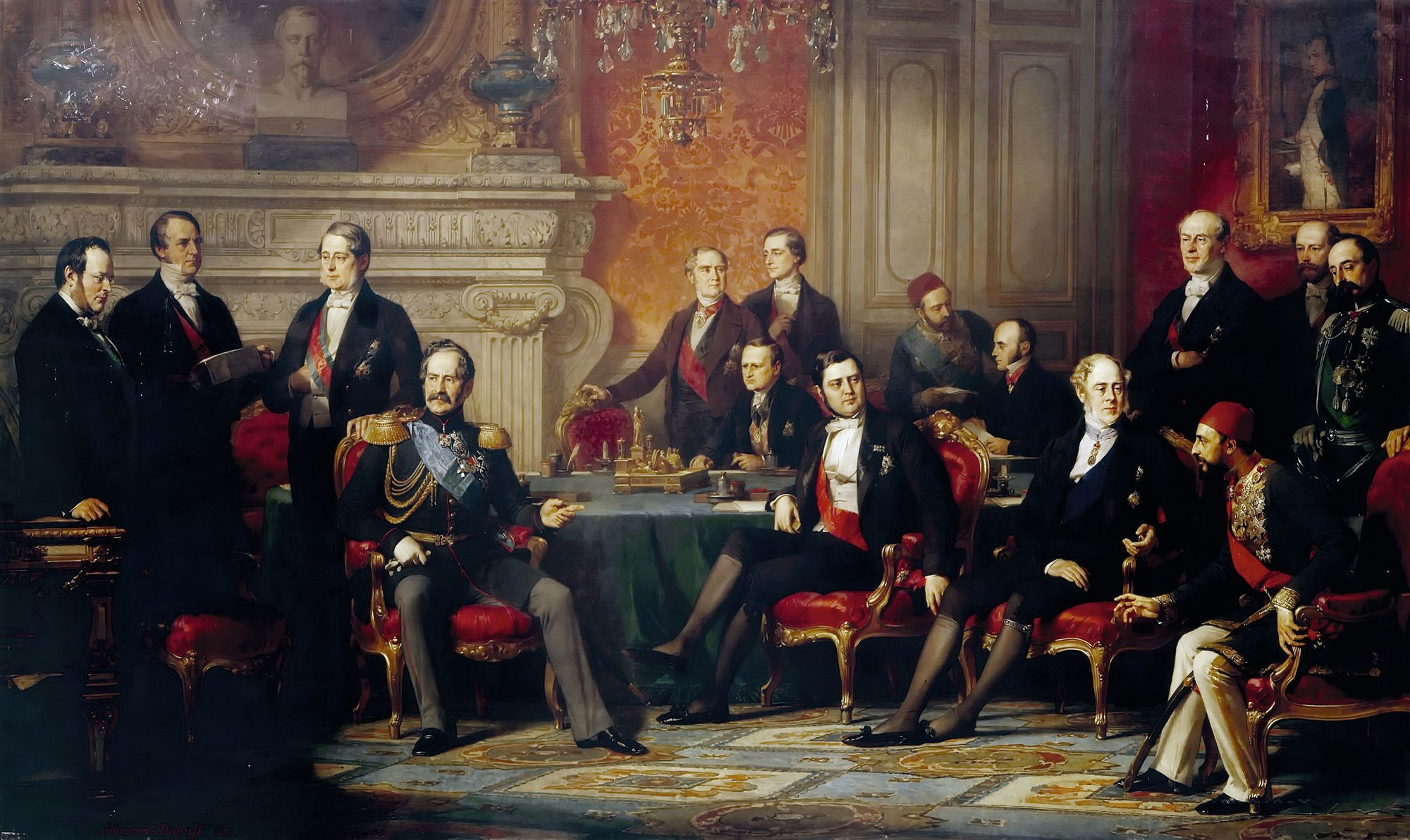
Подписание Парижского мирного договора. Художник Луи-Эдуард Дюбюф. 1856 год
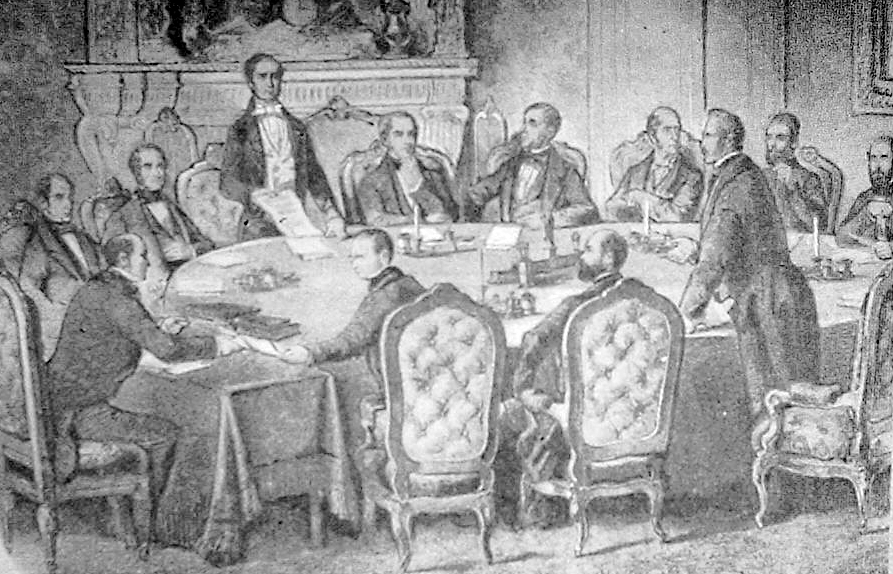

## Представители стран-участников

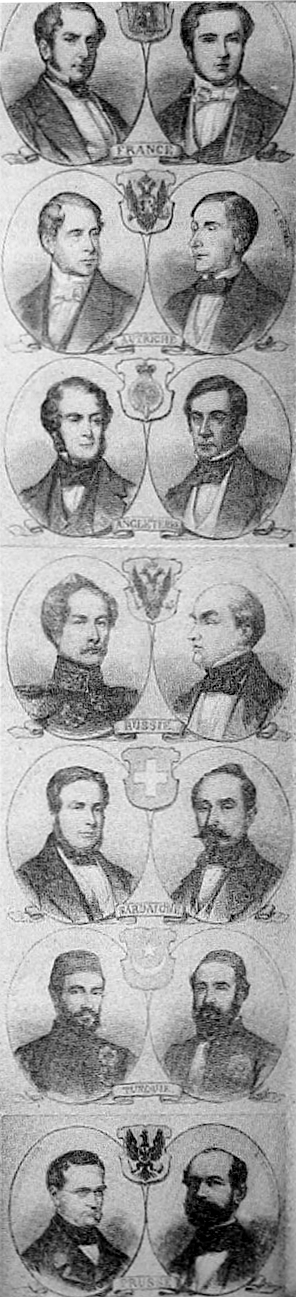

- Франция — председательствовал на заседаниях французский министр иностранных дел, двоюродный брат императора Наполеона III и внебрачный сын Наполеона I — граф Александр Валевский. Второй участник Франсуа-Адольф де Буркене[фр.] — посол Франции в Австрии.
- Австрия — министр иностранных дел Австрийской империи Карл Буоль и И. Гюбнер — посол Австрии во Франции.
- Британия — министр иностранных дел Великобритании лорд Джордж Вильерс Кларендон и Генри Уэлсли, посол в Франции.
- Российская империя была представлена первым уполномоченным графом Алексеем Орловым и вторым — Филиппом Брунновым, послом при германской Конфедерации.
- Сардиния — председатель Совета министров граф Бенсо ди Кавур, посол во Франции С. Вилламарина.
- Турция — великий визирь Али-паша и турецкий посол в Франции Джемиль-бей.
- Пруссия — министр иностранных дел Пруссии Отто Теодор Мантейфель, посол во Франции М. Хацфельдт-Вильденбург-Шёнштейн.

## Отмена
В 1870 году положение о Чёрном море, запрещающее сопредельным державам иметь военный флот, было аннулировано Александром II при помощи А. М. Горчакова, что писатель Ф.И. Тютчев воспел в своих стихах «Да, вы сдержали ваше слово...».